# Thiania gazellae
Thiania gazellae är en spindelart som först beskrevs av Karsch 1878.  Thiania gazellae ingår i släktet Thiania och familjen hoppspindlar. Inga underarter finns listade i Catalogue of Life.